# Schenk von Reicheneck
Die Schenken von Reicheneck waren ursprünglich eine der Nebenlinien der Schenken von Limpurg. Walther Schenk von Klingenburg aus einer davon heiratete die Erbtochter Ulrichs von Königsstein namens Elisabeth, wodurch er in Besitz der Burg Reicheneck kam. Seine Nachkommen bzw. auch er selbst seit dem Jahr 1280 nannte(n) sich Schenk(en) von Reicheneck.
Im Wappen führten die Schenken von Reicheneck das Königssteiner Wappen, eine Rose im goldenen Schild. Als Wappen von Unterstützern Ludwigs des Bayern in der Schlacht bei Mühldorf war es vor der Reduzierung der Wappen am Isartor nach dem Zweiten Weltkrieg an einem dessen Flankentürmen noch abgebildet.
Das Stammwappen des Schenken Walther von Klingenburg zeigte fünf Kolben.

## Persönlichkeiten
- Heinrich V. Schenk von Reicheneck († 1344), Fürstbischof von Eichstätt
- Werntho Schenk von Reicheneck († 1335), Elekt des Bischofsstuhls von Bamberg